# REC/レック4 ワールドエンド
『REC/レック4 ワールドエンド』（原題：Rec 4: Apocalypse / [REC]⁴：Apocalypse）は、2014年制作のスペインのホラー映画。『REC/レック』シリーズの第4作にして最終章。第2作で唯一生き残ったヒロインのその後を描く。R-15指定。

## あらすじ
テレビリポーターのアンヘラは、バルセロナのアパートメントで起きた謎のウィルスによる戦慄の感染パニックの唯一の生存者として救出され、貨物船を改造した臨時検疫施設に隔離される。
船内はリカルテ医師による指揮のもと厳重なセキュリティ体制が敷かれており、多くの兵士たちが監視の目を光らせていた。さらに、謎のウイルスを研究しているリカルテはアンヘラを保菌者と疑っていた。
身の危険を感じたアンヘラは、同じくリカルテに不信感を抱く兵士グスマンの協力を得て脱出しようとするが、突如例のウィルスが再び拡散し始め、それに感染した者たちが周囲の人々を襲い始め、船内はたちまち阿鼻叫喚の地獄と化す。

## キャスト
※括弧内は日本語吹替。
- アンヘラ・ヴィダル（英語版）：マヌエラ・ベラスコ（本田貴子）
- グスマン：パコ・マンサネド（遠藤大智）
- リカルテ医師：エクトル・コロメ（楠見尚己）
- ニック：イスマエル・フリッチ（丸山壮史）
- オルテガ船長：マリアーノ・ベナンシオ（板取政明）
- ルーカス：クリスポロ・カペサス（小林親弘）
- 老女：マリア・アルフォンサ・ロッソ